# Песохоть
Песохоть (Песоха) — река в России, протекает в Тутаевском районе Ярославской области. Исток реки находится в южной части урочища Кокорево. Река течёт на юг. Протекает через деревни Исаковское, Кардинское, Косяково. Устье реки находится в 3,1 км по левому берегу реки Чернуха между деревнями Зуево и Масленики. Длина реки составляет 11 км.

## Данные водного реестра
По данным государственного водного реестра России относится к Верхневолжскому бассейновому округу, водохозяйственный участок реки — Волга от Рыбинского гидроузла до города Кострома, без реки Кострома от истока до водомерного поста у деревни Исады, речной подбассейн реки — Волга ниже Рыбинского водохранилища до впадения Оки. Речной бассейн реки — (Верхняя) Волга до Куйбышевского водохранилища (без бассейна Оки).
Код объекта в государственном водном реестре — 08010300212110000010514.